# عبد الحميد أبو النعيم
عبد الحميد أبو النعيم (1956 – 8 يوليو 2021) عالم مسلم مغربي، اشتهر بدفاعه عن القيم السلفية في المغرب، كما كان من أبرز من هاجموا التيارات العلمانية في المملكة المغربية. حوكم بتهمة إهانة بعض المؤسسات كوزارة الأوقاف والشؤون الإسلامية وحزب الاتحاد الاشتراكي للقوات الشعبية.

## مسيرته
من مواليد مدينة الدار البيضاء سنة 1956، عمل مدرسا لمادة التربية الإسلامية بمنطقة درب السلطان حيث كان يقطن بها قبل وفاته، ويشهد له تلامذته وطلبته بالسمت الحسن والأخلاق العالية، ويُعدُّ شديد الاطلاع بتاريخ الحركة الإسلامية المغربية وتاريخ اليسار المغربي، وله في ذلك عدة فيديوهات منشورة على الإنترنت. عُزِلَ بصفة نهائية من مهامه بوزارة الأوقاف بعد أن ضاقت الوزارة ذرعا بما كان يصدح به على المنابر والكراسي الدعوية، فكان آخر عهد له في إلقاء الدروس بمسجده الوقفي بدرب الطلبة. وهو من طلبة الشيخ تقي الدين الهلالي ويعُدُّه قدوتَه بعد الشيخ السلفي قاضي قضاة الدار البيضاء الشيخ الزبير. وقد رحل عند الشيخ الألباني ورحل إلى المشرق وجلس إلى الشيخ ابن باز والعثيمين، وجالس الشيخ عبد المحسن العباد والشيخ عبد الكريم الخضير، ورحل إلى الديار المصرية حيث استقبله الشيخ أبو إسحاق الحويني، وناظر شيوخ حزب النور المصري. ويعُدُّ الكثيرون الشيخَ ممن لا يحابون في دين الله مهما كان قدر المخالف بدون خروج ولا تجهم، بينما يعده آخرون من رؤوس التطرف الإسلامي.

## وفاته
توفي في 8 يوليو 2021 ميلاديًّا الموافق لـ28 ذو القعدة 1442 هجريًّا، بسبب مضاعفات فيروس كورونا المستجد، كما ذكرت مصادر إعلامية مغربية، إن الشيخ أبو النعيم توفي بمصحة خاصة بمدينة الدار البيضاء نقله إليها إثر إصابته بنزيف في الدماغ، كما ذكر ذات المصادر بإن حالة الشيخ كانت قد تحسنت قبل ساعات من وفاته، ولكن ألمت به مضاعفات، أدت لوفاته.

## وصلات خارجية
- الموقع الرسمي للشيخ عبد الحميد أبو النعيم